# سیارک ۱۱۴۰۱
سیارک ۱۱۴۰۱ (به انگلیسی: 11401 Pierralba، نامگذاری:1999AF25) یازده هزار و چهارصد و یکمین سیارک کشف شده‌است که در ۱۵ ژانویه ۱۹۹۹ کشف شد.
قدر مطلق سیارک برابر ۱۴٫۲۰ است.